# Historia social de Chile
La historia social de Chile trata temáticas como la estructura social del país y los cambios que ha experimentado a lo largo del tiempo, ya sea por su vinculación con el resto del mundo, el impacto de las transformaciones económicas, los procesos migratorios o las iniciativas promovidas desde el Estado. Su estudio ha sido desarrollado desde la sociología y la historia, no siendo siempre coincidentes los diagnósticos, las tendencias predominantes, la identificación de la causa de estos procesos y sus proyecciones futuras.

## Chile colonial
En la cúspide de la pirámide social estaban los peninsulares, grupo minoritario de la sociedad hispanoamericana, pero dominante en la aristocracia. Ellos ocupaban importantes cargos públicos y militares.
En segundo lugar estaban los criollos quienes eran los descendientes en estado puro o casi puro (y generalmente legítimos) de los peninsulares. Gran parte de ellos pertenecía a la aristocracia. Estos eran los dueños de las tierras y dominaban la mayoría de las actividades productivas. Algunos integrantes de este grupo tenían un fuerte poder socioeconómico, pero no político, lograban ocupar cargos públicos, pero de mediana o poca importancia. 
Al terminar el período hispánico, la mayor parte de este grupo era de origen septentrional (castellano y vasco mayoritariamente). Debajo de esta aristocracia (de origen peninsular septentrional) se encontraba una incipiente "clase media-alta" y media de origen peninsular meridional (andaluz y extremeño mayoritariamente).
En tercer lugar tenemos a los mestizos quienes eran el grueso de la población hispana. Estos eran los nacidos de relaciones peninsular-indígena o criollo-indígena, aunque al avanzar el período hispánico, y con la extinción de los indígenas en las áreas bajo dominio hispano, sigue su curso el proceso de mestizaje, esta vez entre blancos y mestizos. 
Los mestizos trabajaban en diversas labores, como artesanos, militares de bajo rango, pequeños comerciantes, etc., aunque principalmente en la agricultura (como mano de obra, a través del "inquilinaje", institución que a su vez reemplazó a las "encomiendas" gracias a las Nuevas Leyes de Indias que buscaron ratificar el deseo de la corona de que no haya esclavitud en sus territorios). A pesar de ser libres, eran socialmente discriminados, por lo que no participaban en actividades políticas ni administrativas hasta tardíamente en el período.
En cuarto lugar en la pirámide social estaban los indígenas, denominados "indios" o "naturales", eran considerados menores de edad, por lo que existía una legislación que, a diferencia del grupo anterior, los protegía. Pero a pesar de eso no fueron muy respetados ni tuvieron derecho a participación política. Al llegar el siglo XVIII se produjo su extinción en ciertas áreas bajo dominio hispano. Tras la destrucción de las siete ciudades (1598-1604), entre 1608 y 1683 se instauró la esclavitud de los mapuches  que fueran capturados en batalla.
Por último, en la base de la pirámide social y en quinto lugar se encontraban los esclavos negros los cuales tenían una presencia muy reducida en número. Ellos se encargaban de los trabajos domésticos.
En las Leyes de Burgos de 1512 de la Monarquía Católica se explicita a los indígenas como la naturaleza jurídica de hombre libre con todos los derechos de propiedad, que no podían ser explotados pero como súbdito debían trabajar a favor de la corona, a través de los españoles allí asentados mediante la encomienda.

## Período oligárquico
La Sociedad Nacional de Agricultura es la federación gremial más antigua del país, fundada en el siglo XIX. Reúne a gran parte de los terratenientes, profesionales, asociaciones y federaciones vinculadas a la agricultura y la agroindustria chilena. La SNA se preocupó tanto de trabajadores, socios, como del país en general.
El modelo de producción y exportación en Chile se comienza a forjar a principios del siglo XIX, principalmente entre 1912-1914 con la guerra mundial que produce un pequeño auge en la agroindustrialización nacional. La agricultura chilena dominaba el país; la zona central con el latifundio, la hacienda cerealera y ganadera, con patrones semi ausentes  situación que provocaba derroche de capital en el consumo suntuario, que los latifundistas usaron para asegurarse el dominio del Estado, en lugar de invertir sus ganancias, por ejemplo, en maquinaria agrícola. En este contexto la SNA tiene relevancia por impulsar la mecanización y modernización tecnológica a comienzos de 1920, se produce un debate entre quienes optan por mantener su organización como institución de fomento agrícola dejándola sujeta la inversión pública y un sector crítico y reformista que optaba por la inversión en maquinaria haciéndola competitiva en el mercado.
La SNA toma un rol fundamental, desempeña un liderazgo singular con incidencia en la vida política, social y económica del país logrando reunir a la oligarquía terrateniente  chilena para mantener el poder debido a la versatilidad de sus dirigentes y el modo de vinculación con la clase política. La SNA manifestó preocupación por la innovación tecnológica, producción de ganado y la modernización de la gestión productiva al interior de las haciendas y posteriormente en la reforma agraria.Todo esto va a coincidir con la instauración del modelo ISI, en el cual se promueve la industria nacional y el desarrollo industrial del país; en 1939 se verá aún más potenciada por la creación de la CORFO, bajo el gobierno de Pedro Aguirre Cerda, y los posteriores gobiernos radicales.

### La élite: la clase gobernante durante el período oligárquico
En el tránsito al siglo XX hubo dos grandes coyunturas: la victoria de la Guerra del Pacífico, que le proveyó a la élite una riqueza fácil y abundante (el salitre), y el desenlace de la Guerra Civil de 1891, que posicionó a la oligarquía en el poder político.
La oligarquía monopolizó el Estado desde 1891 hasta la segunda década del siglo XX. Durante la República Parlamentaria (Chile) el Estado fue excluyente, según Fernández, participando únicamente los miembros de la “sociedad”: aquellos que poseyeran la condición de oligarcas. La política, muchas veces trasladada desde La Moneda o el Congreso a lugares de sociabilidad tales como El Club de la Unión o el Club Hípico, se convirtió, así, en un “juego veneciano”. Los intereses de los terratenientes se canalizaron a través de la Sociedad Nacional de Agricultura. La exclusión se produjo debido a la generación de una institucionalidad política, administrativa y legal prácticamente solo en beneficio e interés de las oligarquías, quienes veían en el Estado una extensión de su patrimonio personal. Se institucionalizó, también, la exclusión del pueblo, y se reprodujo la estructura de privilegios existente. El sistema rápidamente se caracterizó por su ineficiencia, debido a la carencia de mecanismos internos para garantizar su buen funcionamiento.  Esas disfunciones limitaron su capacidad de reacción ante las crecientes demandas sociales del resto de la población. El Estado no existía ni para favorecer ni perjudicar al pueblo, sino para promover los intereses de los grupos oligárquicos. Ese desinterés no evitó el descontento en el pueblo, que recurrió a las huelgas, rápidamente reprimidas para defender los intereses de la élite. 
El gobierno oligárquico se debilitó progresivamente entre manifestaciones y huelgas del pueblo excluido de la política, sistemáticamente reprimidas, siendo la Matanza de Santa María la más conocida, fenómeno social conocido como La Cuestión Social. El Ruido de Sables en 1924 marca el inicio del fin del Estado Excluyente, que termina con la Constitución de 1925 y el Golpe de Estado de Ibáñez del Campo. 

### La cuestión social
La «cuestión social» corresponde al término acuñado para caracterizar la crisis social y las consecuencias políticas, sociales e ideológicas del proceso de industrialización y urbanización vivido en Chile entre 1880 y 1920. Dicho periodo está marcado por la intensificación de la pobreza, miseria y malas condiciones de vida de los sectores populares urbanos, existentes desde la Colonia, sumado al surgimiento de asociaciones obreras, la toma de conciencia de clase y politización del pueblo.
A partir de la década de 1860, comienza a consolidarse en Chile el capitalismo junto a una incipiente industrialización, lo que provoca el empeoramiento de la situación de vida de la clase trabajadora. Se producen grandes migraciones campo-ciudad, generandose a la vez problemas de viviendas, hacinamiento, insalubridad y pobreza, plasmados en una alta tasa de mortalidad infantil
Ante esta crisis social y el abandono del Estado, los sectores populares se organizan, formando distintas asociaciones con el fin de hacer frente a los problemas sociales. De esta manera, surgen durante el periodo las sociedades de socorro mutuo, los sindicatos y las mancomunales, entre otros, y se produce una manifestación del descontento por parte de los obreros a través de la prensa y las huelgas.
Asimismo, se produce la entrada al escenario político del movimiento obrero, viéndose representados por el marxismo y anarquismo principalmente, generando un cambio político y visibilizando las demandas sociales. Por otro lado, la elite intelectual del país, se hizo partícipe del debate sobre la Cuestión Social, teorizando dicho fenómeno desde distintos puntos de vista. De esta manera, se instala una voluntad de cambio social en la política, traducida en una actitud reformista que prima durante el siglo XX. En torno a la Cuestión Social se produce una serie de material intelectual de diversas perspectivas ideológicas, generándose las principales corrientes políticas del siglo.

### Huelga de arrendatarios de 1925
La huelga de arrendatarios de 1925 en Chile se produjo por una serie de factores que permitieron que se desencadenara un descontento social mediante huelgas organizadas. En contexto del problema de vivienda, especial incidencia tuvieron tanto la Ley de Habitaciones Obreras de 1906, como la migración hacia los grandes centros urbanos, producto de la crisis del salitre que contribuyeron a un aumento en el déficit de viviendas y de las tarifas de alquiler. Las precarias condiciones materiales y la desocupación derivaron en la formación de las “Ligas de Arrendatarios”. Estas organizaciones buscaban defender los intereses de los arrendatarios frente a constantes alzas de precios.
Tras algunos esbozos de movilización desarticulados ocurridos en años anteriores, en 1925 -como una forma de ejercer presión- se desató una huelga generalizada de arrendatarios, quienes se negaron a pagar sus cánones de alquiler. En respuesta, el Estado promulgó el Decreto Ley 261, conocido como Ley de la Vivienda Esta ley supone la primera acción del Estado por controlar los alquileres, creando así los Tribunales de Vivienda. Su puesta en funcionamiento provocó división en el movimiento de arrendatarios, y pese a que prevaleció la posición que insistía en participar de ellos, el tiempo probó su ineficacia para la defensa de los intereses de los huelguistas. Así, confiados en una respuesta del Gobierno que finalmente nunca llegó, los dirigentes arrendatarios buscaron retomar la movilización, sin encontrar la masividad que había acompañado en un principio; este desgaste, tras sucesivos meses de movilización, llevó al fin de la huelga.
Consecuencia de ella, además de la legislación, muchos de los movimientos sociales que se configuraron desempeñaron un rol importante en el resto de las manifestaciones vinculadas al problema de vivienda del siglo XX. Es más, hay autores que afirman que significó una irrupción de las clases populares en la disputa por un modelo de desarrollo, involucrándose en la escena de la política nacional ya no a partir de demandas inmediatas, sino con una idea de la línea que debieran seguir las políticas sociales en el país.

### Sectores medios
Los sectores medios durante el Estado oligárquico chileno (1880-1924) son un grupo definido mediante características socioeconómicas y culturales. Generalmente está compuesto por artesanos, profesionales universitarios, empleados asalariados o independientes, comerciantes, mineros, medianos propietarios e inmigrantes
Este sector comenzó su gestación a principios de la República y su configuración a finales del siglo XIX en adelante. A comienzos de siglo XX con la modernización de la educación, se integraron paulatinamente los profesionales y universitarios como abogados, literatos y periodistas. El progreso económico e industrial de Santiago y Valparaíso, sumado al crecimiento del comercio y del aparato burocrático, dio espacios y oportunidades para el desarrollo del espacio urbano y para la consolidación de los grupos medios, a los cuales posteriormente se integraron los funcionarios públicos, cargos medios de las fuerzas armadas y ciertos empleados industriales. El grueso del sector se hallaba en asentamientos urbanos, por sus características económicas, así como por la ampliación de empleos asalariados y por la facilidad de acceso la educación.
Si bien, la gestación de este grupo en el transcurso fue en aumento y consolidándose, no pudieron equiparar a la oligarquía. A su vez, algunos autores sostienen que, en general, tuvieron una naturaleza inconsistente, que les entregaba poca cohesión como grupo y como sector político, que provenía en gran parte de no responder a las características de los sectores altos o de los sectores bajos, tanto en el ámbito urbano como rural.
Sin embargo, integrantes de este grupo social trabajaron activamente en política. A finales del período hubo formas de organización propias y generadas desde estos sectores Sus objetivos se enfocaron en la protección y el cuidado económico de este sector antes que defender posturas políticas.

### Peones agrícolas e inquilinos
Uno de los pilares del "Período Oligárquico" fueron la hacienda y el inquilinaje como elementos centrales de un orden agrario. La hacienda era una estructura agraria instaurada sobre un territorio reducido y controlado por el terrateniente en el cual se había constituido una clase campesina que entregaba la fuerza de trabajo necesaria.
A partir del siglo XVII la fuerza laboral en el campo chileno se dividió en dos grupos: "inquilinos" y "peones". El "inquilino" era un trabajador residente, vinculado al fundo, incluso de generación en generación. Recibía un salario, la posibilidad de un hogar precario, una porción diaria de comida, un terreno para cultivar para su propio consumo y el derecho de tener una cantidad de animales a cambio de su trabajo. El "peón", en cambio, era un trabajador estacional contratado en tiempos de mayor necesidad de mano de obra. A cambio de su trabajo recibía diariamente una porción de alimentos y dinero. Según Gabriel Salazar, la presencia de este último era necesaria para promover la transformación laboral hacia un modo capitalista de producción.
En los sectores rurales se manifestó de forma muy tardía la ""Cuestión Social"". La casi nula rebeldía en las haciendas estuvo dada por el paternalismo y autoritarismo patronal. Autores como Gabriel Salazar y José Bengoa plantean que el inquilino habría sido un individuo que aceptó pasivamente el sometimiento, y que si no se rebeló contra el patrón, fue porque las circunstancias no le eran favorables. Sin embargo, autores como Loveman postulan que ya en 1919 existían huelgas y revueltas de inquilinos, que no perduraron en el tiempo.
La participación de los trabajadores en el sistema de inquilinaje les permitió la posibilidad de alcanzar una mejor situación laboral y social . A pesar de aquello, existirán conflictos producto de la Reforma Agraria.

### Proletariado urbano
El proletariado en Chile es la clase asalariada de estrato social bajo, que tenía como fuente de ingresos económicos su fuerza de trabajo y, socialmente carecía de poder económico y político. Los asalariados obreros eran migrantes de zonas rurales que buscaban mejorar sus salarios y condiciones de vida trasladándose a la ciudad, caracterizándose como antecedente a la Cuestión Social, y por la incipiente Industrialización debido a las precarias condiciones tanto de vida como laborales que trajo consigo la Revolución Industrial.
La clase obrera fue identificada con los mineros o trabajadores fabriles, y creó una visión de hombre trabajador y proveedor era parte de un renovado orden social y urbano, proclive al modelo capitalista que se imponía en la sociedad chilena y que solidificó la existencia de la clase proletaria. Sin embargo, las mujeres del proletariado durante el periodo oligárquico empezaron a ser parte de la fuerza laboral, especialmente desde el principio del siglo XX.
Durante el Período Oligárquico hubo varias crisis en la industria salitrera a consecuencia de la creación del salitre sintético en Alemania, lo que generó la agudización de las movilizaciones a lo largo de las zonas industrializadas en Chile y el desprestigio de laissez-faire producto de la incapacidad estatal y una ideología izquierdista extrema.
Al pasar los años se consolidaron las huelgas y otras formas de protesta que empezaron a demandar poder político y económico, lo que desembocó en organizaciones como la FOCH o IWW y, movimientos políticos como el POS o P.D cuyos fines eran solucionar los problemas sociales que aquejan a la clase obrera como los problemas de vivienda, hambruna, precarias condiciones laborales e insalubres. Las exitosas manifestaciones desembocaron en una serie de leyes que de forma paulatina buscaban regular las condiciones laborales del proletariado urbano. Sin embargo, también hubo estallidos sociales a consecuencia de las condiciones laborales y de vida (como la Huelga de arrendatarios de 1925).

## Período desarrollista

### La clase obrera urbana
En el periodo desarrollista que se configura entre los años 1930 y 1973, donde se implementa el modelo de Industrialización por Sustitución de Importaciones (ISI), se consolida la clase obrera urbana, la cual se venía conformando desde el siglo XIX, esto debido principalmente al papel que jugó el Estado en la puesta en marcha de este modelo económico “y en la construcción del marco institucional que le dio sentido y que permitió la participación de los trabajadores organizados en la estructura de poder.” 
La conformación de este modelo económico permite la expansión y diversificación del sector industrial urbano. Esto supuso un aumento de trabajadores en las ciudades y una ampliación del mercado laboral, lo que contribuyó a la organización del movimiento sindical. En el desarrollo del sindicalismo. Se distingue la fase institucional da inicio en 1924 con la promulgación del Código del Trabajo de 1931 con lo que se genera un nuevo contexto legal que va a entregar mejores herramientas para la regulación de las relaciones laborales, pero esto también significó divisiones en la estructura interna sindical, esta: “Tiende a señalar las diferencias sociales dentro de la fuerza de trabajo y, por lo tanto, a debilitarla como poder organizado”.
Hacia los años cincuenta, el sindicalismo pese a esta posibilidad de negociación pasa a una fase más radical donde predomina la oposición al régimen económico- social, encabezado por la Central Única de Trabajadores (CUT) fundada en 1953, la cual tenía por finalidad agrupar a los trabajadores urbanos industriales y también enfrentarlos a la propuesta de sustitución del capitalismo. En esta etapa “una de las estrategias del sindicalismo era la negociación y la huelga”  debido al creciente malestar social respecto de las condiciones laborales.

### Empresariado industrial
El empresariado industrial del Estado Desarrollista en Chile, período comprendido desde la década de 1930 a 1970 aproximadamente, consistió en un grupo compuesto por élites de derecha representadas por los Partidos Conservador y Liberal. Este grupo económico estaba conformado por descendientes de inmigrantes, fundadores de las principales empresas del país a fines del siglo XIX.
Debido al contexto económico existente, donde el país se vio profundamente afectado por la baja del ciclo del salitre y, posteriormente por la crisis económica de 1929, el empresariado industrial tuvo la necesidad de establecer una alianza con el Estado chileno para impulsar el crecimiento económico del país. La crisis hizo que tanto el empresariado como el Estado, tomara conciencia de que la economía chilena no debía depender en mayor parte de exportaciones, sino que se debía fomentar una industria nacional. Dentro de esta lógica se produce el surgimiento de la CORFO en 1939, que aumentó la cantidad de empresas, y perfeccionó las ya existentes.
Las medidas que fueron implementadas por los gobiernos de Arturo Alessandri y del Frente Popular, especialmente de Pedro Aguirre Cerda, fueron hechas de tal forma de que los intereses del empresariado no fuesen perjudicados ni existiese una competencia entre el Estado y los privados. Es así, que se entiende que la CORFO como proyecto, no provino del Partido Radical (Chile) y de partidos de izquierda, sino que también fue propiciada por grupos de derecha, los cuales se encontraban directamente ligados al empresariado.
El modelo desarrollista presentó problemas hacia la década de 1950, que llevó al empresariado a buscar ideas provenientes del extranjero para ser aplicadas en el contexto nacional. Tal es el caso de la Misión Klein-Saks, que marcó un nuevo tipo de relación de la industria nacional con el exterior para años posteriores.

### Los sectores medios
Durante el periodo desarrollista (1924 - 1973) los sectores medios no presentaban gran relevancia social, debido a su reciente aparición, su reducida población y por no pertenecer a un sector político definido. Este sector tendía a actuar como la oligarquía, sin embargo, los oligarcas no se sentían cómodos con esto, por lo que generalmente los excluían e insultaban con apelativos como siúticos o rotos. 
Tomás Cornejo, plantea que los sectores medios eran grupos sociales ubicuos, fragmentados y numerosos, con personas de diversos orígenes y profesiones siendo las más comunes, obreros, profesores de colegios, comerciantes, artesanos e inmigrantes de países como Colombia, Perú y México, entre otros. Estos solían vivir en la periferia de la ciudad, salvo aquellos más adinerados que podían optar a hogares en lugares más centralizados.
Con el paso del tiempo, las personas de estos sectores comenzaron a despertar un interés político y social, en donde se destaca un fuerte sentido nacionalista. Es de esta forma que los sectores medios deja de ser una minoría y logra establecerse como agente activo en el ámbito social exigiendo cambios en las políticas públicas y legislaciones.
Es en este contexto que comienzan a surgir personajes icónicos, como por ejemplo, Mariano Latorre y Tancredo Pinochet, quienes a través del arte o bien de artículos académicos, realizaban críticas para concientizar a la gente sobre las desigualdades presentes en el país tanto políticas como sociales, logrando darle visibilidad a los sectores medios dentro de él y  promoviendo de esta forma el desarrollo del mismo.

### Pobladores
En la primera mitad del siglo XX la crisis salitrera y las nuevas posibilidades que entregó la ciudad produjeron un aumento en la población de Santiago. El colapso de los conventillos sumado al hacinamiento y la extrema pobreza provocaron la ocupación de terrenos informales, los cuales se transformaron en las poblaciones callampa, terrenos insalubres, precarios y que no contenían los servicios básicos, como luz, alcantarillado y agua.
En los 50, los bajos salarios, la demolición de conventillos, la baja construcción de viviendas y la ausencia de una política de Estado eficiente, acrecentaron una crisis habitacional. El fortalecimiento y la presión del movimiento de pobladores obligó al Estado a reaccionar creando las poblaciones San Gregorio y José María Caro. Por su parte, los pobladores habían realizado las tomas de La Victoria y Herminda de la Victoria ya coordinados en organizaciones como el Frente Nacional de la vivienda que buscó impulsar la construcción de habitaciones en el país y posteriormente “las familias sin casa” que demandaban terrenos mínimamente urbanizados (luz y agua).
Con Frei, se ejecutó la Operación Sitio, la cual “pretendía otorgar “soluciones habitacionales” a los pobladores, entregando un "espacio de terreno" y fomentando la autoconstrucción con materiales cedidos o "prestados"”. El fracaso del modelo se dejó notar cuando la cifra de “construcción de viviendas populares que se había elevado ostensiblemente descendió en vertical, con esto los pobladores la rebautizaron "Operación Tiza"”. La Unidad Popular se caracterizó por su ambigüedad política entre el temor de "infiltraciones ultraizquierdistas" y un cierto asistencialismo. Los pobladores oscilan entre la pugna ideológica de los movimientos políticos de izquierda. El movimiento de pobladores se transforma en un interlocutor legítimo del Estado y en un actor social capaz de hacer cumplir sus reivindicaciones mediante la lucha y organización

### Exclusión e integración social
A partir de la Cuestión social y de la crisis de la década de 1930, surge el interés del Estado por desarrollar políticas sociales y una búsqueda de mayor igualdad de oportunidades para la sociedad.
Las políticas del Estado promueven la expansión educacional y burocrática. Se crean nuevos servicios estatales, como Correos y Telégrafos; servicios de higiene y salud pública; cajas de ahorro y crédito para empleados. Aumentan las responsabilidades administrativas, lo que permite el crecimiento de los profesionales y funcionarios del Estado, lo que se prolonga hacia 1940. Además se buscan medidas para mejorar las condiciones sociales y la productividad a través de políticas como el Servicio Social Industrial, entre otros, con el apoyo de las visitadoras sociales.
Durante la década del veinte e inicios del treinta, el Estado vio a los obreros sindicalizados como espectadores más que partícipes de los procesos políticos, lo que se ve en la aprobación de la Constitución Política de la República de Chile de 1925, un código laboral, legislaciones sociales. Sin embargo, a partir de los gobiernos radicales comienzan a intervenir en las decisiones políticas.
El Estado promueve derechos básicos y la asimilación de nuevos códigos morales para los trabajadores, junto a una nueva concepción del pueblo con el fin de otorgarle dignidad, derechos y un espacio para su recreación y descanso. El resguardo de su vida pasa a ser considerado responsabilidad de la sociedad y principalmente del Estado. De ahí que surgen preocupaciones en el área médica, judicial y educacional. Se expanden los gastos sociales, reflejados tanto en una mayor cobertura como en un mejoramiento de los beneficios, logrando así aumentar el acceso de la población al sistema previsional.
De esta forma, a lo largo del período se expanden los beneficios sociales por medio de nuevas legislaciones, como el Código del Trabajo de Chile de 1931 y el Servicio Nacional de Salud (Chile), aunque en una estructura desigual de beneficios y contribuciones. Según Arellano, la legislación refleja una transición de un Estado protector a un estado del bienestar.

### Grupos económicos
El nuevo modelo económico impulsado por el Estado durante el desarrollismo basado en la Industrialización por Sustitución de Importaciones al fomentar la producción nacional benefició a los grupos económicos existentes quienes ampliaron su influencia en todos los sectores de la economía y progresivamente fueron concentrando la riqueza en sus manos.
Los grupos económicos tenían como característica principal que eran multifacéticos, es decir, que estaban presentes en los distintos sectores económicos. Por otro lado, podían ser “controladores” o “influyentes” en las distintas empresas. Podían ser nacionales o tener concentradas sus operaciones en una región específica. Además, es necesario tener presente que estos grupos estaban bien entrelazados entre sí principalmente por lazos familiares o por compartir el control de las mismas empresas. La gran mayoría de los grupos económicos se agrupaban en torno a un banco.
Los tres principales grupos son el grupo Banco Sudamericano, el grupo Banco de Chile y el grupo Banco Edwards. Se caracterizan principalmente por sus intereses financieros, industriales y latifundistas, y por estar muy enlazados entre sí y tener claros vínculos con el grupo Punta Arenas. esencialmente un grupo regional concentrado en Magallanes fundamentalmente en la ganadería y agricultura. Asimismo, el grupo Banco Nacional del Trabajo y el grupo Banco Español se encuentran vinculados con los tres grandes grupos. Dentro de éste se encuentra el grupo Banco Continental. Dentro del rubro textil destacan el grupo Banco de Crédito e Inversiones y el grupo Banco Panamericano Por último, estaban el grupo Cosatan que era familiar y regional ya que concentraba sus empresas en la zona norte del país y el grupo Grace-Copec que concentraba capitales extranjeros.

## Período neoliberal

### Surgimiento de un nuevo empresariado
Durante el período post desarrollista o neoliberal comienza un cambio estructural en las distintas dimensiones del Estado chileno. Las diferentes reformas se enmarcan dentro de la nueva Constitución Política de la República de Chile de 1980 diseñada bajo la dictadura militar, entre las cuales destacan las restricciones sindicales, apertura de mercados, incentivo a la inversión privada y extranjera además de la privatización de distintos servicios como por ejemplo educación superior, salud, previsiones y electricidad Los distintos cambios provocaron un quiebre estructural en la visión empresarial chilena, con la cual se deja atrás la economía social y se da paso a la promoción de los valores empresariales y de eficiencia orientado hacia la competencia y apertura internacional.
En respuesta a estos cambios surge un nuevo sector empresarial, caracterizado por su fuerte orientación mercantil, modernizadora y expansiva, este nuevo sector comienza a tomar un protagonismo que no había estado presente en otro periodo. Por primera vez en su historia colectiva los empresarios abordan públicamente temas como el espíritu empresarial, la iniciativa empresarial, el papel económico y social del empresario. Las diversas reestructuraciones tuvieron el efecto de una verdadera revolución ideológica para los empresarios, donde la más significativa manifestación fue la de una mayor autonomía respecto al Estado.
Entre las principales características del nuevo empresariado se destaca su composición, que por un lado, recoge a antiguos grupos y familias ligados al poder económico nacional, pero que modificó fuertemente sus formas de gestión, adaptándolas a la necesidad de subsistir y expandirse en condiciones de fuerte competencia abierta al mundo. Además este nuevo sector contaba con informaciones privilegiadas para compras de activos privatizados y para negocios.

### Grupos económicos
En el período post desarrollista, o neoliberal, hay un cambio radical en el rol del Estado en la economía del país. Dentro del denominado "Estado empresarial" la construcción del nuevo sistema económico fue establecido por un grupo cerrado de tecnócratas y empresarios, cuyas reformas tenían como finalidad la implantación del proyecto neoliberal, cediendo la gestión económica al “nuevo empresariado” (de carácter más dinámico e internacional).
Este grupo pudo aprovechar y modelar las reformas para su propio beneficio, gracias a diversos factores como: el acceso a crédito extranjero, relaciones sociales e información privilegiada, incidencia política y una racionalidad económica expansiva acorde al nuevo sistema.
Durante este período ocurrió una profunda reestructuración de la economía y de los grupos económicos. El conjunto de reformas tendió a una apertura comercial, reorientación al mercado exterior (exportación), junto con la apertura de nuevos mercados para la iniciativa privada producto de la privatización de las empresas nacionales estratégicas y servicios estatales. Las reformas consiguieron un repliegue del poder e intervención estatal (característicos del período desarrollista) y una concentración de la riqueza en estos grupos minoritarios, acrecentando así su poder económico e incidencia social.
Los grupos más beneficiados por estas reformas fueron inicialmente los Vial, Cruzat y Larraín, quienes lideraron el proceso económico desde 1973 hasta 1980. Luego, en los siguientes años de la dictadura militar, la dirección la tomó el grupo Matte, Angelini y Luksic, quienes hasta el día de hoy resuenan como los más influyentes en la economía nacional. Si bien se mantienen en el escenario grupos económicos tradicionales, como los Edwards, estos tendrán que adaptarse y reestructurarse con respecto al nuevo sistema, por otro lado, perderán incidencia económica, no así social.
En los gobiernos post dictadura el modelo neoliberal y el actuar del Estado se han mantenido y legitimado como las formas imperantes. El efecto más considerable de este sistema es la desigualdad económica. Otra consecuencia fundamental es la “inversión histórica”, en la que el Estado pasa a depender del dinamismo casi autónomo de la economía, y que permite una gran injerencia en la política chilena a estos grupos económicos.

### Peones y temporeros
Peón y temporero hace referencia en el período neoliberal a trabajadores asalariados relacionados mayormente con el mundo agrícola en faenas estacionales. El peón, es un personal de ocupación ocasional al igual que los temporeros, quienes constituyen hoy un grupo de trabajadores que se desempeñan en actividades estacionales principalmente hortofrutícola, con relaciones informales o formales, con contratos definidos a plazo fijo o por faena. Por tanto, estos trabajadores ya no están arraigados a la tierra y se irán moviendo al compás de las mejores condiciones laborales que el mercado les ofrezca. Así, los temporeros se ven influenciados por reformas económicas de corte neoliberal llevadas a cabo después de 1973, debido a un cambio en el rol del Estado modificando la relación entre la sociedad, la cultura, el sistema político y el mercado y por ello, las relaciones de trabajo en el mundo rural. Sobre esto, se ha señalado que a los trabajadores rurales se vieron obligados a desarrollar sus actividades laborales bajo un modelo que protege la propiedad privada y el mercado, convirtiéndolos en sujetos claves del discurso modernizador. Lo anterior debido a que la dictadura militar buscaba, inspirado por el neoliberalismo económico, la modernización capitalista del sector mediante la creación de un mercado abierto de tierra.
La mayor parte de los estudios se refiere a un proceso de contrarreforma agraria en Chile durante el Estado neoliberal, argumentando que el proyecto modernizador que la dictadura militar implementó a fines de los 70s, en todos los ámbitos de la sociedad, no retoma la antigua relación desigual entre patrón y campesino, caracterizándose más bien, por el surgimiento de un nuevo sistema productivo, cuyo nuevo patrón son las empresas agrícolas. Otros, han argumentado que lo ocurrido fue más bien una “contrarreforma parcial”, ya que no afectó un importante contingente de beneficiarios de las reformas agrarias anteriores.
Así, hoy en día, en relación con el perfil socioeconómico, las cifras aportadas por la CASEN muestran que los temporeros se ubican mayoritariamente en los quintiles I y II de menores ingresos, evidenciándose la pauperización de su situación económica que afecta también su dimensión social. Por tanto, el surgimiento de esta nueva categorización del trabajo agrícola, produjo mayoritariamente una precarización y pobreza agravada de la población que vive y se emplea en las áreas rurales.

### Pobladores
Al inicio de la dictadura militar el movimiento de pobladores fue desarticulado y muchos de sus dirigentes muertos o detenidos. La instalación del neoliberalismo afectó a los pobladores debido al desempleo, la congelación de salarios, el aumento de precios y la reducción de la ayuda estatal. Aunque en sus comienzos la dictadura implementó medidas asistencialistas para cooptarlos, la historiadora Verónica Valdivia ha señalado que su impacto fue limitado. Para subsistir los pobladores debieron recurrir a la solidaridad, a la economía informal y al apoyo de parroquias católicas. La Crisis económica propició desde 1983 las Jornadas de Protesta Nacional, protagonizadas principalmente por jóvenes subproletarios, en las poblaciones de Santiago vinculadas a la izquierda. Pinochet respondió intensificando la represión y desde 1985 las protestas fueron perdiendo convocatoria. El impacto de las protestas en el fin del régimen ha sido discutido. En 1986 se conformó la Central Unitaria de Pobladores (CUP), un frustrado intento de organización nacional. En la Transición a la democracia, el movimiento de pobladores perdió relevancia. Su desmovilización ha sido interpretada por el sociólogo Eugenio Tironi como una expresión de sus anhelos de integración social y de su rechazo a la violencia política, mientras que para el historiador Gabriel Salazar, los pobladores habrían desarrollado nuevas prácticas de resistencia basadas en la identidad y la autogestión.
El acceso a la vivienda ha sido el gran problema de los pobladores. La dictadura implementó una política habitacional neoliberal, con la liberalización del mercado del suelo, la expansión de los límites urbanos y la entrega de subsidios. A mediados de los 80´ comenzó la construcción de un nuevo tipo de viviendas sociales, instaladas en la periferia para ser entregadas a pobladores de campamentos erradicados de comunas acomodadas. Los gobiernos de la Concertación aumentaron la construcción de viviendas sociales. Sin embargo, por su localización periférica, los equipamientos de salud, educación y transporte siguieron siendo insuficientes, pese a ciertas mejoras. Estas viviendas evidenciaron su mala calidad durante las Lluvias de 1997 cuando muchas se inundaron y debieron ser forradas con nailon.
Pese al aumento de beneficios sociales y a la disminución de la pobreza, los pobladores han sido afectados por la “nueva pobreza urbana” caracterizada por marginalidad, concentración de la pobreza, desempleo, precariedad laboral, hacinamiento, delincuencia, drogadicción y narcotráfico. La focalización de la ayuda estatal y la participación política local de los pobladores han sido canalizadas por las municipalidades.

### Los sectores medios en el periodo neoliberal
Los grupos medios del último tercio del siglo XX se constituyen como un sector residual, compuesto por aquellos que no corresponden a la clase oligárquica y que tampoco son parte de los sectores populares. Se considera que es un grupo de difícil definición debido a la gran heterogeneidad que lo caracteriza, la cual se ve incrementada con el nuevo sistema Neoliberal que se desarrolla en Chile a partir de 1973 con el régimen de Augusto Pinochet. Dentro de esta heterogeneidad se encuentran empleados de comercio, burócratas estatales y privados, comerciantes detallistas, algunos profesionales, artesanos modernos y pequeños burgueses transportistas.
Los sectores medios vieron aumentada su condición de grupo diverso por el incremento de la desigualdad en la distribución de sus ingresos, lo cual dificulta la posibilidad de poseer una demanda colectiva homogénea. Aquellos que trabajaron en el sector privado fueron favorecidos por el énfasis del gobierno en desarrollar una economía de libre mercado durante el período Neoliberal.
Al comienzo del periodo, en el mandato de Pinochet, esta situación se generó por las medidas que se implementaron para reformular el orden económico y político. Con este fin se disminuyó gravemente el gasto social y burocrático, dejando a gran parte de la clase media desprotegida, que dependía mayoritariamente del apoyo económico del estado de bienestar. Por otro lado, se incentivó ampliamente el desarrollo del sector privado, oportunidad que la clase media que no pertenecía a la esfera pública aprovechó en su beneficio. En un principio, la clase media se caracterizó por poder consumir los productos necesarios para satisfacer sus necesidades básicas sin endeudarse, pero el advenimiento del capitalismo moderno abrió la posibilidad de adquirir créditos. Esto llevó a una cierta democratización del consumo, pero a la vez trajo consigo el riesgo del endeudamiento.

### Clase obrera urbana
El periodo post desarrollista en Chile comienza a instalarse tras el Golpe de Estado de Augusto Pinochet el año 1973. El nuevo modelo Neoliberal se caracterizó principalmente por fomentar la privatización de las empresas, descentralizar la economía, y abrir las puertas al comercio internacional, lo cual afectó negativamente a la Clase obrera. La reducción de la inflación restó parte importante del protagonismo que solía tener la clase obrera antes del golpe militar, ya que esta fue la causa de muchas movilizaciones y demandas sindicales. Pero la movilizaciones encontraron otras motivaciones: el aumento del desempleo y el Subempleo, la constricción de los servicios sociales para los trabajadores y la depresión de sus salarios, principalmente críticas con enfoque social y material más que al modelo mismo. Finalmente, la apertura de la economía a los mercados internacionales precarizó las condiciones de los trabajadores, su empleo, su seguridad y su productividad, como consecuencias de la Flexibilización laboral en el contexto globalizado. Por otro lado, durante la Dictadura Militar la represión que se generó en contra del movimiento obrero, y en contra del Partido Comunista y el Partido Socialista, fue de tal magnitud que la voz de los trabajadores fue acallada. Sin embargo, la Crisis económica de 1982 golpeó muy fuerte a los obreros y sectores sociales más bajos, y “gatillo, en la sociedad civil (y en el mundo poblacional en particular), resistencias que hasta 1983 se habían mantenido ocultas”. Las protestas no se extendieron a la década siguiente debido al retorno a la democracia, la estabilización de la economía y la institucionalización de las demandas, que a la postre terminaría por disminuir el sindicalismo y junto con esto entraría también en degradación la imagen del obrero bajo la acepción marxista en pos de la del emprendimiento individual la cual fomenta la competencia y el individualismo, teniendo como consecuencia la desmovilización social